# Gran Morelos
Gran Morelos là một đô thị thuộc bang Chihuahua, México. Năm 2005, dân số của đô thị này là 3092 người.